# Psalm 92
Psalm 92 is een psalm uit Psalmen in de Hebreeuwse Bijbel (in de Septuagint en de Vulgaat Psalm 91). In het Latijn staat deze psalm bekend als Bonum est confitere. Het lied wordt aangeduid als 'een psalm, een lied voor de dag van de sabbat'.  

## Interpretatie
In Psalm 92 komen verschillende genres voor. Zo is het onder anderen een dank- en loflied aan God, dat met name de instelling van de sabbat bezingt. Het lied heeft ook een didactische toonzetting en kenmerken van wijsheidspoëzie. Het lied wordt aangeduid als een psalm en lied voor de dag van de sabbat. Het is de enige psalm waarin de sabbat wordt vermeld.  
De slotstrofe van Psalm 92 bezingt het vruchtbare leven van de rechtvaardige die zich aan de HEER toevertrouwd. Hij of zij zal groeien als een palmboom met zijn natuurlijke verhevenheid en als een sierlijke ceder op de Libanon. De vergelijking van de rechtvaardige met een boom komt ook voor in Psalm 1. De palmboom en de ceder zijn fraaie, statig verheven en groen blijvende bomen, die een symbool zijn van kracht, lang leven en schoonheid. Het is een contrast met de onrechtvaardige. Die wordt (in vers 8) vergeleken met gras dat wordt weggevaagd. Het is de grootste zegen is om in de ouderdom God te dienen en daarin vruchtbaar te zijn. Dit houdt niet in dat men altijd jong blijft, maar doelt op de frisheid in vergevorderde leeftijd.

## Muziek
Psalm 92 is meermaals in het Nederlands berijmd op de melodieën van het Geneefs Psalter (Psalmberijming van 1773, berijming van 1967, De Nieuwe Psalmberijming). De Oostenrijkse componist Franz Schubert zette Psalm 92 op muziek voor Salomon Sulzer (D 953).
1 · 2 · 3 · 4 · 5 · 6 · 7 · 8 · 9 · 10 · 11 · 12 · 13 · 14 · 15 · 16 · 17 · 18 · 19 · 20 · 21 · 22 · 23 · 24 · 25 · 26 · 27 · 28 · 29 · 30 · 31 · 32 · 33 · 34 · 35 · 36 · 37 · 38 · 39 · 40 · 41 · 42 · 43 · 44 · 45 · 46 · 47 · 48 · 49 · 50 · 51 · 52 · 53 · 54 · 55 · 56 · 57 · 58 · 59 · 60 · 61 · 62 · 63 · 64 · 65 · 66 · 67 · 68 · 69 · 70 · 71 · 72 · 73 · 74 · 75 · 76 · 77 · 78 · 79 · 80 · 81 · 82 · 83 · 84 · 85 · 86 · 87 · 88 · 89 · 90 · 91 · 92 · 93 · 94 · 95 · 96 · 97 · 98 · 99 · 100 · 101 · 102 · 103 · 104 · 105 · 106 · 107 · 108 · 109 · 110 · 111 · 112 · 113 · 114 · 115 · 116 · 117 · 118 · 119 · 120 · 121 · 122 · 123 · 124 · 125 · 126 · 127 · 128 · 129 · 130 · 131 · 132 · 133 · 134 · 135 · 136 · 137 · 138 · 139 · 140 · 141 · 142 · 143 · 144 · 145 · 146 · 147 · 148 · 149 · 150 · 151